# 這個殺手必須死
《這個殺手必須死》（英語：Killing Gunther）是一部2017年美國動作喜劇片，由塔蘭·基拉姆執導、監製和編劇，這也是他的導演處女作，其主演包括阿諾·史瓦辛格、基拉姆、鮑比·莫尼漢、漢娜·席夢及蔻碧·史莫德。故事描述一群古怪的刺客厭倦了世上最強殺手甘瑟（史瓦辛格飾演）並決定殺死他，同時還聘請了一支紀錄片團隊拍下其過程。但因甘瑟的神機妙算而使他們的暗殺計劃變成了一連串的尷尬的失敗。史瓦辛格亦在片中擔任執行製片人。
《這個殺手必須死》2017年9月22日以VOD的方式於美國發行，2017年10月20日在美國院線有限上映。

## 劇情
刺客布萊克希望透過殺死世上最強殺手甘瑟來站上暗殺界的頂點；為此，他聘請了一支紀錄片攝製組，將記錄該其過程並以影片作為證明。他還組織了一支刺客小隊來協助自己，其成員包括爆破專家唐尼、傳奇人物拉赫馬特之女莎娜、缺乏經驗的電腦技術員蓋布，而艾許利則是布萊克的年邁導師。但艾許利在接受紀錄片人員的採訪時，因心臟病發而住院。
之後，布萊克又僱傭了其他刺客，包括具有機器手臂的前伊斯蘭極端分子伊扎特、只會使用毒藥的勇、精神病雙胞胎米婭與巴羅爾德，以及布萊克的前搭檔麥斯。該小隊聚集在一個倉庫中，聽取麥斯公布甘瑟的位置，但甘瑟在遠處襲擊了眾人，而麥斯則在說出對方位置前就被殺死。
布萊克殺死甘瑟的真正動機是他的前女友麗莎認為他們的關係疏遠，而在與他分手之前睡了甘瑟。該小隊打算在佛羅里達州邁阿密設下一個假目標來引誘甘瑟現身，但最後仍被對方逃走。其中，伊扎特死去，而莎娜則在對方逃跑前打傷了甘瑟。根據勇的情報，該小隊前往當地一名地下醫生的處所，相信甘瑟正在那接受治療。唐尼在甘瑟的車底裝了一枚炸彈，但炸彈未能引爆，反而是對方在四處引爆了炸彈。勇被後車箱中的毒蛇殺死後，另一輛車出現接走了甘瑟；但莎娜馬上攻擊了駕駛，使車輛停下。在確保車上兩人都死了之後，該小隊在酒館慶祝，唐尼和莎娜則在一起過夜。
布萊克在半夜被拉赫馬特驚醒，對方要殺死睡了女兒的唐尼，並聲稱是布萊克發訊息通知他。布萊克意識到這一定是甘瑟所為，且米婭與巴羅爾德也已死在床上。唐尼為躲避拉赫馬特而離開後，莎娜也追了上去。布萊克身旁只剩下紀錄片組和蓋布；布萊克與唐尼聯繫後，得知對方與莎娜將退出這件暗殺行動。布萊克將他們所寫的所有信件放於麗莎的門前後，打算接走艾許利，但他卻突然死於心臟病。在艾許利的葬禮上，一枚炸彈在他的墳墓中爆炸，為此殺死了蓋布。
麗莎找上布萊克並給了他甘瑟的住址。在滲透他的房子後，布萊克很快地與甘瑟發生槍戰，只有唐尼和莎娜能協助自己。他們將甘瑟追到了一個房間後，發現了甘瑟及對方的攝製組。原來，甘瑟一直為了製作自己的紀錄片而跟蹤著他們，並記錄下該小隊努力暗殺自己的過程。甘瑟給了他們一個離開的機會，但只有唐尼和莎娜遵從；之後，甘瑟讓被綁架的麗莎現身，並表示如果布萊克殺死他，他的武裝攝製組將會殺死麗莎。麗莎逃脫後，布萊克殺死了甘瑟的攝製組，接著兩人上演了一場搏鬥；直到警方抵達時，甘瑟自行用直升機逃脫。
一年後，唐尼和莎娜幸福地結婚並育有一個女兒，且唐尼還透過信奉伊斯蘭教來贏得拉赫馬特的尊重。麗莎再婚，布萊克則已失蹤。甘瑟退休後回到了他的家鄉奧地利；在採訪過程中，他突然被布萊克槍殺，使布萊克最終仍成功殺了甘瑟。但他發現對方身上穿著一件死後就會引爆的炸彈背心。炸彈引爆後，殺死了布萊克和攝製組。
後來，當奧地利當局舉行新聞發表會時，在場中的一名記者便由甘瑟所偽裝。

## 演員
- 阿諾·史瓦辛格飾演羅柏·「甘瑟」·班迪克（Robert "Gunther" Bendik）[5]：世上最強的殺手，其行蹤難以捉摸。
- 塔蘭·基拉姆飾演布萊克（Blake）[5]：一心想殺死甘瑟的傑出刺客，也是小隊的領導者。
- 鮑比·莫尼漢（英语：Bobby Moynihan）飾演唐尼（Donnie）[5]：擅長爆破的刺客，對莎娜有好感。
- 漢娜·席夢飾演莎娜（Sanaa）[5]：拉赫馬特的女兒，也是名優秀的刺客。
- 蔻碧·史莫德飾演麗莎（Lisa）[5]：布萊克的刺客前女友。
- 彼得·克拉米斯（英语：Peter Kelamis）飾演拉赫馬特（Rahmat）[6]：世上最可怕的刺客之一，對女兒莎娜極度保護。
- 艾伦·柳飾演勇（Yong）[5]：擅長毒藥的刺客，患有暈血症。
- 保羅·布里坦（英语：Paul Brittain）飾演蓋布（Gabe）[6]：電腦駭客，暗殺界的新人。
- 阿米爾·塔拉（Amir Talai）飾演伊扎特（Izzat）[6]：前伊斯蘭極端分子，擁有一隻強力的機器右臂。
- 史帝夫·巴西克（英语：Steve Bacic）飾演麥斯（Max）[5]：刺客兼布萊克的前搭檔。
- 萊恩·高爾（英语：Ryan Gaul）飾演巴羅爾德（Barold）[6]：俄羅斯籍雙胞胎的哥哥，患有精神病。
- 艾莉森·托爾曼（英语：Allison Tolman）飾演米婭（Mia）[5]：俄羅斯籍雙胞胎的妹妹，患有精神病。
- 奧鮑萊·西斯托（Aubrey Sixto）飾演艾許利（Ashley）[6]：身體欠佳的年邁刺客，布萊克和麥斯的導師。

## 製作
該片的計劃始於2016年5月，演員阿諾·史瓦辛格、鮑比·莫尼漢與蔻碧·史莫德將加入了喜劇片的演出，該片由前《週六夜現場》班底的塔蘭·基拉姆自編自導，這也是基拉姆的導演處女作；該片在2016年的第69屆坎城影展上開始對外銷售版權，並定於2016年6月開始拍攝，而保羅·布里坦、庫梅爾·南賈尼、朴藍道及萊恩·高爾也有望出演。故事描述一群古怪的國際刺客，厭倦了世上最偉大的殺手甘瑟（史瓦辛格飾演），並決定殺死他；但他們的計劃很快地變成了一連串令人尷尬的遭遇，因為甘瑟總是比他們領先一步。和馬德河製片公司將共同出資製作該片。2016年5月，原有望演出的演員塔緹安娜·瑪斯蘭尼因日程安排衝突而退出。
本片2016年7月在加拿大卑詩省溫哥華開始進行主要拍攝。2017年7月，在拍攝作業完成後，薩班影業取得了該片的美國發行權，且其片名改為。

## 發行
薩班影業於2017年7月獲得了《這個殺手必須死》的美國發行權。《這個殺手必須死》2017年9月22日以VOD的方式發行，2017年10月20日在美國有限上映。在臺灣，該片於2018年2月9日由采昌國際多媒體以DVD首映的方式發行。

## 反響
《這個殺手必須死》在影評界及觀眾間獲得的評價以負面居多，其中該片的宣傳遭受觀眾的批評（主打的阿諾·史瓦辛格僅在電影後半段登場）。該片在爛番茄網站上根據22條評論而持有55%的新鮮度，平均得分5.2／10。在Metacritic上則根據7位評論而取得53分（滿分100），象徵著「好壞平均參雜的評價」。
《好萊塢報導》的法蘭克·謝克認為雖然該片有著鮑比·莫尼漢和艾莉森·托爾曼這樣的喜劇天才，但普通的人物塑造、牽強的局面和拙劣的對白幾乎沒什麼笑點，就算史瓦辛格在後半段的荒謬演出仍不足以挽回這部拙劣的喜劇。